# 警視庁捜査資料管理室 (仮)
『警視庁捜査資料管理室 (仮)』もしくは『警視庁捜査資料管理室』は、2018年からBSフジの新しく開設されたドラマ枠で放送された日本のテレビドラマである。主演は瀧川英次（赤ペン瀧川）。瀧川は連続ドラマ初主演となる。
架空の警察署の一部屋のみでドラマが進む、全編4K撮影のワンシチュエーションドラマである。メイン撮影カメラは、パナソニック LUMIX Gシリーズの、Cinema4K/60p動画対応型の最新モデル「DC-GH5S」を使っている。
2019年4月1日からは続編『警視庁捜査資料管理室』がスタートし、6月10日まで全11話が放映された。2020年3月8日に『警視庁捜査資料管理室〜BACK TO THE 音楽教室転落死事件〜』と題したスピンオフが放送された。2020年3月14日と3月15日には、BSフジ開局20周年記念特別番組第1弾として、『警視庁捜査資料管理室 スペシャル 〜明石幸男、最後の3日間〜』が2夜連続で放送された
。

## 概要
柴田里香子（演 - 向井地美音）や栗山孝治（演 - 川野直輝）や緒方薫（演 - 甲本雅裕）など、レギュラー・ゲストともに『踊る大捜査線』シリーズと同一のキャストが同名の役を演じる例が散見される。一方で作中や公式ホームページでは「湾岸署」を「某署」、「『THE MOVIE 2』での事件」を「ある事件」と、濁した形でしか示唆されていなかったが、本作品主演の瀧川英次（赤ペン瀧川）が、『踊る大捜査線』シリーズの映画『室井慎次 敗れざる者』へ同名の役柄（明石幸男役）で出演、さらに同映画のパンフレットにて同じ世界観であることが明記された。

## あらすじ
シーズン1『警視庁捜査資料管理室 (仮)』
2020年の東京オリンピック・パラリンピック開催に向けた、警視庁の中期5か年計画“MPDアクションプラン2020”の第二弾として新稼働予定の「警視庁捜査資料管理センター」の設立準備室である。警視庁勝どき署管内の、資料室の一角に仮設置されたもので、組織上6人が所属する。しかし、室長を含む5人は他部署との兼務であり、専属で常駐するのは次長の明石幸男技術専門官ただ1人である。
踊る大捜査線シリーズのオリジナルキャストが登場するなどの伏線もあり、話題を呼んだ。

## キャスト

### 警視庁関係者
明石幸男（あかいし ゆきお）〈39〉
演 - 瀧川英次
警視庁技術専門官・捜査資料管理室（仮）次長。一応6名の職員がいるが、明石以外の5人は兼務のため、めったにやって来ない。過去の捜査済み資料をデータベース化するのが業務内容で、身分は警察官ではない(階級章は巡査)。
1979年4月2日、神奈川県七里ヶ浜生まれ（※出身は演じた瀧川と同じ）。
日大藤沢高校、日本大学文理学部情報科学科卒業。
趣味は時刻表、プログラミング、ミステリー。特技は高校時代から始めた卓球で、心を落ち着ける際などに突然素振りを始める。誰に対しても丁寧語で対応する。イチイチ細かいことが気になってしまう性格。
妻とは本編開始時より3年前（2015年）に離婚したが、1人娘の結佳とは月に一度会っている。
幼少期から他人とのコミュニケーションが苦手で、自分の世界に入り込んでしまう癖があった。小学生の時に読んだ松本清張の『点と線』の「空白の4分間」がきっかけでミステリーにハマったことで推理好きにもなってしまった。妻との関係を修復するためにカウンセリングを受けていたときの手法を用いて、勝手に単独で推理をしているが、そもそも警察官としての権限はなく勤務にもまったく関係ないため、切り替え押しボタン式対局タイマーを使ってできるかぎりプライベートの時間で行っている。
2002年4月から本編開始直前の2018年までは、(株)シンバシマイクロシステムの社員であり、2017年にシステム開発主任として「警視庁捜査情報分析総合センター」のシステム構築に携わった。
シーズン2では仕事ぶりが認められ、(仮)が外れた警視庁捜査資料管理室の次長に就任。人員も増員してもらえることになった。部下を持つ立場となってからも推理はやめられず、時に注意を受け、時に協力しながら事件を追いかけた。
SPでは捜査資料管理センターの移転が決定。
『室井慎次 敗れざる者』にも登場する。2023年時点でも捜査資料管理センターで勤務しており、室井の依頼で日向真奈美の娘について調べた。娘の父親について独自の推論を展開する。
野添久美子（のぞえ くみこ）〈32〉
演 - 小橋めぐみ（幼少：横溝菜帆）
勝どき警察署 総務課庶務係。階級は巡査長。独身。シーズン1の6年前、とある捜査本部の応援中に不用意な発言をしたために異動させられた、と本人は思っている。真相は不明。
週に1回程度、捜査終了後の資料を段ボールに入れ、台車で捜査資料管理室（仮）に運んでくる。
以前は仕事と称してサボる場所として使っていた場所に明石が常駐することになったことに不満を持っている。
明石の扱いは雑で手厳しく、いじって困らせることに喜びを感じている。口が軽く、大雑把な面もあり、明石とは気が合わないように見える。趣味はコスプレ。
戸塚美保（とつか みほ）〈26〉
演 ‐ 秋元才加
シーズン2より登場。捜査資料管理室・新人。技術専門官。階級は巡査。
2002年7月26日生まれ（※月日は演じた秋元と同じ）。
現住所は、東京都江戸川区西葛西。
真面目で嘘が嫌いな性分。ハキハキした物言いをし、勘も鋭い。小学生のころに自宅が火事になり、火災調査官と刑事とのやり取りに興味を持ったのが応募動機である。大学卒業後はNGOに参加していたため、ボランティア経験もある。特技は英語、バスケット、ゲーム制作。
同僚の小守とは気が合わないことが多い。
小守泰次郎（こもり たいじろう）〈55〉 
演 - 武野功雄
S2より登場。捜査資料管理室・新人。特別行政職員。
埼玉工業高等専門学校卒。
さまざまな職種を経て、シニア採用枠の行政職員として採用される。既婚で三児（男児）の父。子どものころは教師か警察官に憧れていた。警備員時代に腰を痛めている。マイペースだが気配りを忘れない。健康のため、牛乳を1リットル飲むのも忘れない。
早合点しがちで、自由な行動を取ることが多い。
柴田里香子（しばた りかこ）〈22〉
演 - 向井地美音
刑事課見習い。階級は巡査部長。幼いころに母を亡くし、父と兄との三人暮らしだったが、台場で起きた「ある事件」の後、母方の親戚の養子となった。「ある事件」の際、体を張って自分の命を守ってくれた女性刑事に憧れ、高校卒業後に警察官採用試験に合格する。交番勤務時代に、現行犯で逃走する犯人のほとんどを自慢の俊足で取り押さえて実績を積み、狭き門の署長推薦を勝ち取った。
明石の妄想推理に付き合い、冷静に矛盾点を指摘して明石をヘコませている。
SPの明石の夢ではSIT捜査員だった。
栗山孝治（くりやま こうじ）〈34〉
演 - 川野直輝
某署刑事課刑事。階級は巡査部長。ゲームオタク。情報処理には明るく、実益を兼ねたアプリ開発が趣味。笑いのポイントがズレている。
明石と同様に他人とのコミュニケーションが苦手なため、気は合う。明石とは、取り調べ中に逃してしまった窃盗犯の田中文夫を署内で捜索中に遭遇した。失態を内密にすることを条件に、なにかと妄想推理に協力している。
スピンオフでは、明石とともに22年前の事件現場にタイムスリップした……という設定の妄想に付き合わされる。
SPの明石の夢ではSIT捜査員だった。
緒方薫（おがた かおる）〈48〉
演 - 甲本雅裕
勝どき警察署 総務課長 兼 捜査資料管理室（仮）室長。階級は警部。
明石の上司だが相性が悪いせいか会話の内容がかみ合わないことが多い。明石との普段のやりとりは内線電話がメインで、シーズン1最終話でようやく姿を現した。妄想推理に関しては快く思っていない。
かつては機動隊出身の武闘派だったが、職務中の怪我がもとで現場を離れた。
職務中の怪我によって入院した病院にて、東日本大震災の際の被災地応援で出会った看護師（バツ1、高校生の娘持ち）と再会して結婚した。
ピーちゃん〈インコ〉
演 - Q太郎
警視庁いきもの係より預けられたコザクラインコ。明石は勝手に愛着が湧いていた。預けられて以来、滅多に喋ることがなかったが、その鳴き声がある事件の鍵となってゆく。
S2では回想や明石の机上のフィギュアとして登場。
SPでも明石の昼寝時の夢などに登場。

### 明石の家族
明石結佳（あかいし ゆか）
演 - 渡邉このみ
明石の娘。小学6年生。3年前に離婚した明石の元妻と暮らしており、明石とは月に一度会っている。
S2では中学生になった。第11話では迷子の少女の対応に困った父に電話で助言したほか、母・遥佳の再婚予定相手を不審者と誤解した明石に軽蔑のLINEを送った。
明石遥佳（あかいし はるか）/ナレーション
演 - 渡辺真理
明石の元妻。S2にて写真で初登場。
劇中では高速で登場人物たちの解説や前回までのおさらいを行う。
演じる渡辺は、企画・総合プロデューサー・高井一郎の実の妻。
明石良子（あかいし りょうこ）
演 - 戸村美智子
明石の母。S2第6話に登場。
明石寛治（あかいし かんじ）
演 - 中山克己
明石の父。S2第6話に登場。

### ゲスト

#### S1第3話
田中文夫
演 - 近藤芳正
窃盗の常習犯。栗山による取り調べ中に逃走したうえ、カードキーを盗んで捜査資料管理室(仮)に入室してきた。明石からは刑事と勘違いしたまま対応され、明石の携帯を盗んで部屋を去った。
その後、S1第4話にて無事確保されたことが語られた。

#### S1第9話
美濃部藤吉〈59〉
声・写真 - きたろう
太陽フレアによる2022年の文明崩壊を唱える団体「タイヨウの舎」の代表。1958年生まれ。
20年前には羽振りが良く、台場のイベントのたびにコンパニオンを何人も連れ歩き、援助交際の揉め事で所轄署のお世話になったことがある。そこで出会った女性刑事までナンパしてしまい、こっぴどく叱られた。
不審死事件の捜査資料で関心を抱いた明石と電話を通して、複数回に渡りやりとりすることになった。

#### S1第10話
火災原因調査官・鮫島
演 - 山田裕貴
東京消防庁火災原因調査官。
ピーちゃんの鳴き声から連続放火事件の共犯者の存在を確信した明石に東京消防庁から呼び出された。事件を担当した火災原因調査官の代わりに、証言を聞き取る。明石と共に、ピーちゃんの証言の録音に奮闘、その甲斐あって共犯者を発見するに至った。
生活環境課署員 環境三係（通称いきもの係）
演 - 川栄李奈
飼い主が自宅に戻ったピーちゃんを引き取りに来た。約3ヶ月面倒をみていた明石に感謝を述べた。

#### S2第1話
虎丸良平
演 - 船越英一郎
警視庁捜査一課の敏腕刑事。
剣健太郎
演 - 藤代太一 
捜査資料管理室の新規採用面接にて、緒方、明石とともに面接官を務めた。
SPにも明石の夢と、現実世界の両方で再登場。明石の夢の中では、警察幹部のひとりという改変がなされており、作戦を指揮する明石を監督した。その際の階級は警視正、識別番号はNP033。
三宅実 〈45〉
演 - 柳沢慎吾
オフィス用品や事務機器を取り扱う「ミヤケ」の社長兼営業。
第1話で捜査資料管理室の新人と間違われた。逆に三宅は戸塚を同業他社の営業だと勘違いし、ライバル心剥き出しで明石のレクチャーを受けた。最後は緒方に誤解を解いてもらうとともに、今回は人員増に伴う発注はないと伝えられると、肩を落として帰った。
SPにも再登場。捜査資料管理センターへの搬入やレイアウトの相談に明石のもとを訪れる。

#### S2第7-8話
早乙女将太 〈24〉
演 - 堀井新太
東京消防庁火災原因調査官・新人。鮫島の後輩。
例に漏れず、明石の推理の矛盾を的確についた。明石の助言を仰ぎに来たものの、鮫島から聞いていた評価とは乖離した本人の印象に失望した様子で部屋を後にした。
第8話では、協力のお礼のために再訪。明石の誕生日を戸塚、小守と共に祝ったと同時に新たな明石の推理に最後は共感した。

#### S2第11話
磯部未来
演 - 山崎莉里那
捜査資料管理室に迷い込んできた少女。
警察幹部 〈55〉 と 秘書 〈25〉
演 - 須田慎一郎（幹部）、東島衣里（秘書）
階級と識別番号はそれぞれ、幹部が警視長・NP201、秘書が警部補・NP301。
明石にある報告をするために捜査資料管理室を訪れる。
演じる2人は、ニッポン放送の『須田慎一郎のニュースアウトサイダー』でパーソナリティーを務めるジャーナリストとアナウンサーである。

#### 『警視庁捜査資料管理室スペシャル ～明石幸男、最後の3日間～』
森下孝治
声 - 遠山俊也
某署刑事課長警部。緒方とは警察学校の同期で、永遠のライバル。
清掃業者
演 - 加治将樹、冨永みーな（第一夜のみ）
警察幹部
演 - 小野了（第一夜のみ）
明石の夢の中に登場。
剣と共に作戦を指揮する明石を監督した。
早川
演 - 松本岳（第一夜のみ）
明石の夢の中に登場。警視庁SIT捜査員。

## スタッフ
- 総監督 - 本広克行
- 脚本 - 山内直哉
- 撮影 - 小野慎太郎
- 録音 - 倉貫雅矢
- 編集 - 坪田早紀子
- MA - 高橋郁美
- 美術 - 大倉謙介
- 監督補佐 - 木村好克
- 編成 - 原大輔（BSフジ）
- 技術協力 - バスク
- 美術協力 - フジアール
- 制作プロダクション - LDS
- プロデューサー - 岡林修平
- 企画・総合プロデューサー - 高井一郎
- 制作著作 - BSフジ

## 放送日程

### シーズン1『警視庁捜査資料管理室 (仮)』
| 話数   | 放送日         | タイトル                                                    |
| ------ | -------------- | ----------------------------------------------------------- |
| 第1話  | 2018年10月01日 | 真実は書類の中に眠っている!? 初めての妄想推理は転落事件の謎 |
| 第2話  | 10月08日       | バナナが導く転落死事件の悲しい真相?                         |
| 第3話  | 10月15日       | 被疑者は当時19歳の美少女、僕と同い年!                       |
| 第4話  | 10月22日       | 完全黙秘の謎、返せなかったネガの悲劇…                       |
| 第5話  | 10月29日       | ペット見守りカメラは見た! 歳の差43歳の監禁殺人              |
| 第6話  | 11月05日       | 僕が監禁された!? まっ暗闇の密室が導く新たな真相?            |
| 第7話  | 11月12日       | 唄に込められた暗号? そして、壮大な推理の果てに…             |
| 第8話  | 11月19日       | 娘の小学校で怪事件!? パパが事件を解決する!                  |
| 第9話  | 11月26日       | 不審死のウラに潜む魔の手が、明石に迫る!?                    |
| 第10話 | 12月03日       | 初めての事件解決の鍵は、ピーちゃんの重要証言!?              |
| 第11話 | 12月10日       | 僕はクビだ…警視庁捜査資料管理室（仮）がなくなる!?           |

### シーズン2『警視庁捜査資料管理室』
| 話数   | 放送日        | タイトル                                                     |
| ------ | ------------- | ------------------------------------------------------------ |
| 第1話  | 2019年4月01日 | 『捜査資料管理室』本格稼働! ついに、僕にも部下ができた!!     |
| 第2話  | 4月08日       | 上司としての初仕事は危機管理対策だ!…え?技術専門官なのに?     |
| 第3話  | 4月15日       | なぜ廃墟でパンツ一丁!?推理に夢中の明石は、ついに自分も…!     |
| 第4話  | 4月22日       | 涙のパンツの真相と、捜査資料管理室新人歓迎会の悲劇!?         |
| 第5話  | 4月29日       | 時刻表と無理心中事件!?これは小説じゃないリアル『点と線』だ!! |
| 第6話  | 5月06日       | 両親のおかげで辿り着いた新たな真相!?明石と緒方の最大の勘違い |
| 第7話  | 5月13日       | 明石幸男の妄想が全開!…『本当に明石さんで間違いないですか?』  |
| 第8話  | 5月20日       | 芸術は爆発だ!またもや明石に新たなあだ名の命名の危機が…!?     |
| 第9話  | 5月27日       | 迷惑メールから始まる出会い系の彼女との恋?!翻弄される明石幸男 |
| 第10話 | 6月03日       | 出会い系潜入捜査開始!僕は今、重要参考人と繋がっている!!      |
| 第11話 | 6月10日       | 部下にシンナー男の危機が迫る!少女はどこからきたのか!?        |

## 関連番組
- 赤ペン瀧川の『警視庁捜査資料管理室（仮）』徹底解説スペシャル（2018年12月17日）
- 野添久美子の憂鬱な日曜日（仮）(放送未定) 2020年に日本映画専門チャンネルで行われた『ゴールデンウィーク深夜まるごと警視庁捜査資料管理室』にて野添を主人公にした新作スピンオフドラマが独占放送されることがSP放送中のCMにて発表されていたが、中止になった。